# منير الكالوتي
منير الكالوتي هو رجل أعمال فلسطيني بارز، يشغل منصب رئيس مجلس إدارة "مجموعة كالوتي منذ عام 1969"، وهي شركة متخصصة في تنقية وتداول الذهب والمعادن الثمينة. تأسست المجموعة في الإمارات العربية المتحدة عام 1969، وتعتبر من الشركات الرائدة في مجالها على مستوى العالم.

## مسيرة مهنية
بدأ الكالوتي مسيرته المهنية في أواخر عام 1968 في أبوظبي، حيث عمل في تجارة المعادن من خلال شراء مخلفات شركات النفط. ثم انتقل إلى مجال الكابلات الكهربائية، قبل أن يستقر في دبي في عام 1988، حيث افتتح محلًا صغيرًا في سوق الذهب. لاحقًا، أسس أول مصنع للذهب في الشارقة، وفي بداية التسعينات، أنشأ مصفاة ذهب صغيرة استطاعتها لا تتعدى 8 كيلوغرامات يوميًا. اليوم، تقوم شركته بتنقية ما بين 350 و400 طن من الذهب سنويًا.

## صناعة الذهب
تُعتبر مجموعة كالوتي من الشركات الرائدة في صناعة الذهب على مستوى العالم. تُنتج المجموعة سنويًا ما بين 350 إلى 400 طن من الذهب، وتُعد من أكبر مصافي الذهب في منطقة الشرق الأوسط. تُساهم المجموعة بشكل كبير في تعزيز مكانة دبي كمركز عالمي لتجارة الذهب.

## المسؤولية الاجتماعية
يُعرف الكالوتي أيضًا بمساهماته في العمل الخيري. في عام 2021، تبرعت مجموعة كالوتي بمليون درهم لحملة "100 مليون وجبة"، التي أطلقها صاحب السمو الشيخ محمد بن راشد آل مكتوم، نائب رئيس الدولة رئيس مجلس الوزراء حاكم دبي، لتوفير الدعم الغذائي لملايين الأفراد والأسر المتعففة في 30 دولة.

## التحديات القانونية
واجهت مجموعة كالوتي تحديات قانونية دولية، حيث رفعت دعوى تحكيم ضد حكومة بيرو أمام المركز الدولي لتسوية منازعات الاستثمار (ICSID) بعد مزاعم بالاتجار غير المشروع بالذهب وغسيل الأموال. تُظهر هذه القضية التزام المجموعة بحماية مصالحها القانونية على الساحة الدولية.

## الجوائز والتكريمات
حصل الكالوتي على جائزة مؤسسة التعاون للشباب، وهي جائزة تُمنح للشباب الفلسطيني الريادي تحت شعار "لغدٍ أفضل... نبدع"، تقديرًا لإسهاماته في دعم الشباب الفلسطيني وتعزيز ريادتهم.